# Doingt
 Doingt  es una población y comuna francesa, en la región de Picardía, departamento de Somme, en el distrito de Péronne y cantón de Péronne.

## Demografía
| 1517 | 1542 | 1564 | 1449 | 1415 | 1383 |
| Para los censos de 1962 a 1999 la población legal corresponde a la población sin duplicidades (Fuente: INSEE [Consultar]) |      |      |      |      |      |